# Cúmul d'Eridà

La galàxia espiral NGC 1232 és una de les més brillants del cúmul d'Eridà

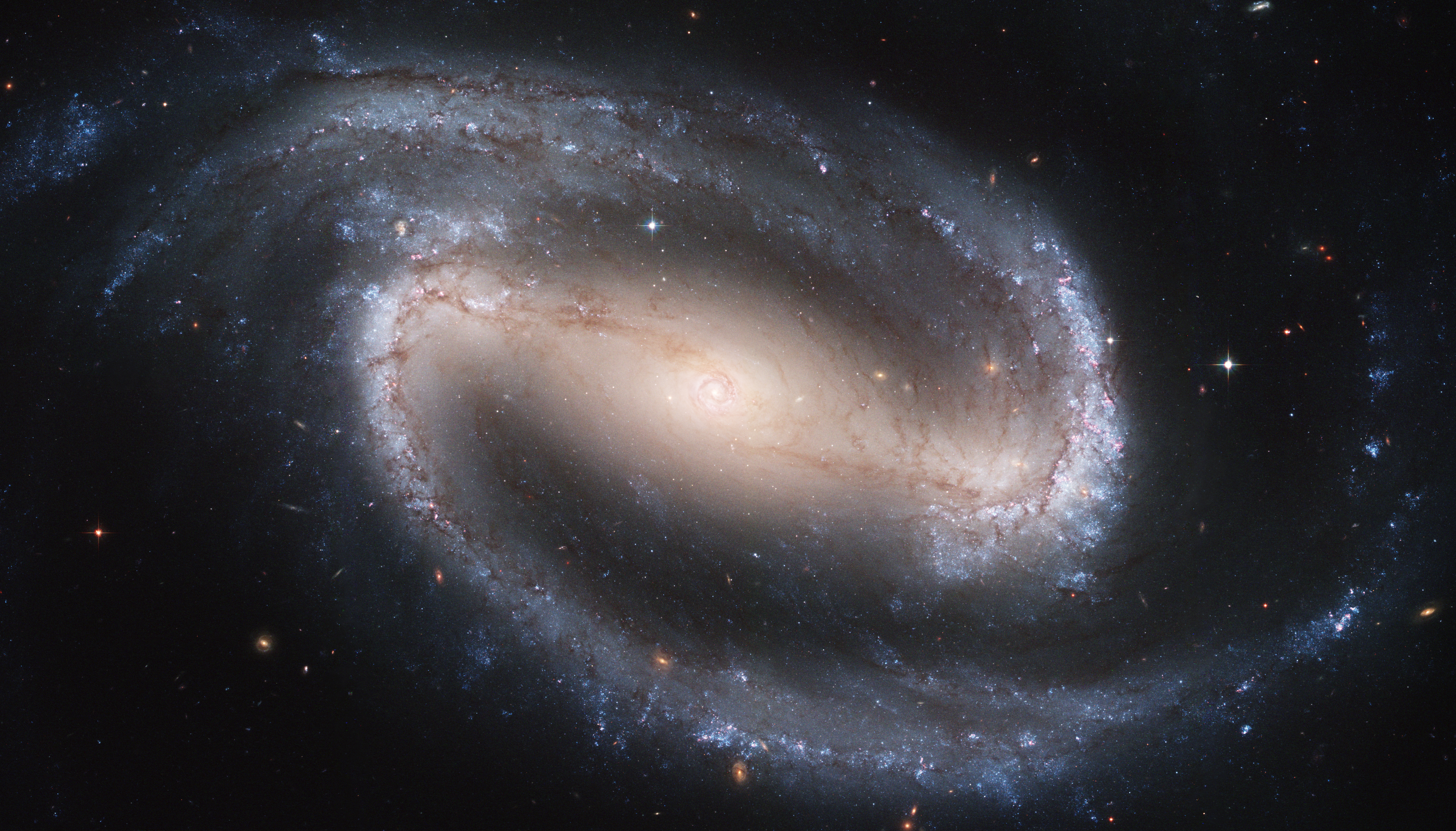
La galàxia espiral barrada NGC 1300 és la més famosa del cúmul d'Eridà.

El cúmul d'Eridà és un cúmul de galàxies aproximadament a 23 Mpc (75 Mal) de la Terra, que conté uns 73 galàxies principals i unes 200 galàxies totals. Aproximadament el 30% té la classificació de Hubble d'el·líptica o S0 i el restant 70% és espiral o irregular. Aquestes galàxies resideixen en grups més reduïts, que estan lligats gravitatòriament entre si, cosa que suggereix que el sistema es continua condensant des del flux Hubble i pot acabar formant un cúmul d'unes 10¹⁴ masses solars. Una dispersió de velocitat baixa en comparació amb la del, per exemple, el cúmul de Coma, admet aquesta hipòtesi. [2] El cúmul d'Eridà s'hi troba a la constel·lació d'Eridà, a prop del cúmul del Forn, i a vegades s'anomena "cúmul del Forn II".